# 日本エクスラン工業
日本エクスラン工業株式会社（にほんエクスランこうぎょう、英文名：Japan Exlan Company, Limited）は、岡山市東区に本社を置く化学メーカーである。
1956年、東洋紡績（現・東洋紡）と住友化学工業（現・住友化学）の共同出資により日本最初のアクリル繊維製造会社として設立された。

## 主力製品・事業
- 合成繊維の製造、加工および販売
- 化学工業薬品、高分子化学製品および印刷材料の製造、加工および販売
- 水質、大気、産業廃棄物、その他各種物質の分析および騒音等の測定ならびに環境改善に関するコンサルタント

## 主要事業所
- 本社/西大寺工場/環境分析部 - 岡山市東区金岡東町三丁目3番1号

## 沿革
- 1956年 - 住友化学と東洋紡績の折半出資により設立。
- 1977年 - 三菱レイヨン（現・三菱ケミカル）とエクスランの共販会社、ダイヤファイバーズ株式会社を設立。
- 1984年 - 株式会社エクスラン・テクニカルセンターを設立。
- 1988年 - 資本比率を変更（東洋紡績80％、住友化学20％）。
- 2001年 - 東洋紡績エクスラン事業部を当社に移管。
- 2020年 - 株式会社エクスラン・テクニカル・センターを吸収合併。
- 2022年（令和4年）5月1日 - 本社を東洋紡ビルディングから大阪梅田ツインタワーズ・サウスに移転[3]。
- 2023年 - 資本比率を変更（東洋紡績100％）。
- 2024年（令和6年）4月1日 - 本社を大阪梅田ツインタワーズ・サウスから岡山市東区金岡東町に移転[3]。

## 関連会社
- 内海産業株式会社

## ヴァリーエ
かつて主力商品として出していたエクスラン・ヴァリーエ（ウィッグ）の商品のイメージキャラクターに、世界的な女優であるオードリー・ヘプバーンを起用した事があった。1971年に撮られたCFは、オードリーが世界で最初に登場したCMである。

## スポンサー番組（全て過去）
- 百万円Xクイズ（TBS系列）
- 歌まねXさん→歌まねチャンピオン（同上）
- みんなで歌おう!（同上）
- スターヒットショー（フジテレビ系列）
- 若さで歌おう ヤアヤアヤング!（フジテレビ系列）
- 世界の秘密（同上）

これらの内『スターヒットショー』『ヤアヤアヤング』は一社提供だが、それ以外は株主の東洋紡績との共同提供という、変型一社提供だった。なおタイトルの『X』はエクスランの略称で有り、冠でもある。